# Pavarotti (2019)
Pavarotti ist ein Dokumentarfilm von Ron Howard aus dem Jahr 2019.

## Inhalt
Die Dokumentation portraitiert den italienischen Tenor Luciano Pavarotti anhand von Filmaufnahmen, Interviews mit dem Künstler und Gesprächen mit Familienmitgliedern und Kollegen. Besondern Wert legt der Film auf den Aufstieg des Sängers und seine spätere Wendung zur Öffnung der Oper für ein größeres Publikum durch Pop-Events.

## Kritiken
BR-Klassik ist nicht überzeugt:

„Regisseur Ron Howard spielt mit einer Überfülle an Material: Fotos aus der Kindheit und Jugend des Sängers, Plattencover, Mitschnitte von Bühnenauftritten - und Dutzende von Interviewschnipseln mit Agenten und Sängerkollegen. Alles in rasend schneller Abfolge zusammenmontiert. Die Bilder haben keine Zeit zu wirken, Atmosphäre zu schaffen.“

Filmstarts lobt dagegen:

„Das Porträt eines außergewöhnlichen Künstlers und Menschen bewegt und inspiriert zugleich. Man muss kein Opern-Fan sein, um die Dokumentation über das Leben und Schaffen des großen Tenors zu genießen. Vielleicht hilft es sogar, wenn man keiner ist.“

## Soundtrack
- Pavarotti, Decca Records, 2019[4]